# Night Run/Blue
Night Run/Blue è un singolo del gruppo musicale inglese UFO, pubblicato nel 1986. È arrivato al 94º posto nella Official Singles Chart.

## Tracce
Lato A
1. Night Run – 4:23 (Gray, Mogg, McClendon)

Lato B
1. Blue – 5:07 (Gray, Mogg)